# Krzysztof Rynkiewicz
Krzysztof Rynkiewicz (ur. 15 listopada 1945) – polski bokser, złoty (1968) i srebrny (1969) medalista Spartakiady Gwardyjskiej, brązowy medalista Mistrzostw Armii Zaprzyjaźnionych z 1969.
Zawodnik Gwardii Łódź. W kategorii lekkopółśredniej złoty medalista Mistrzostw Polski Juniorów 1963, w zawodach seniorskich dwa brązowe medale Mistrzostw Polski (1967 i 1969).